# Café Procope

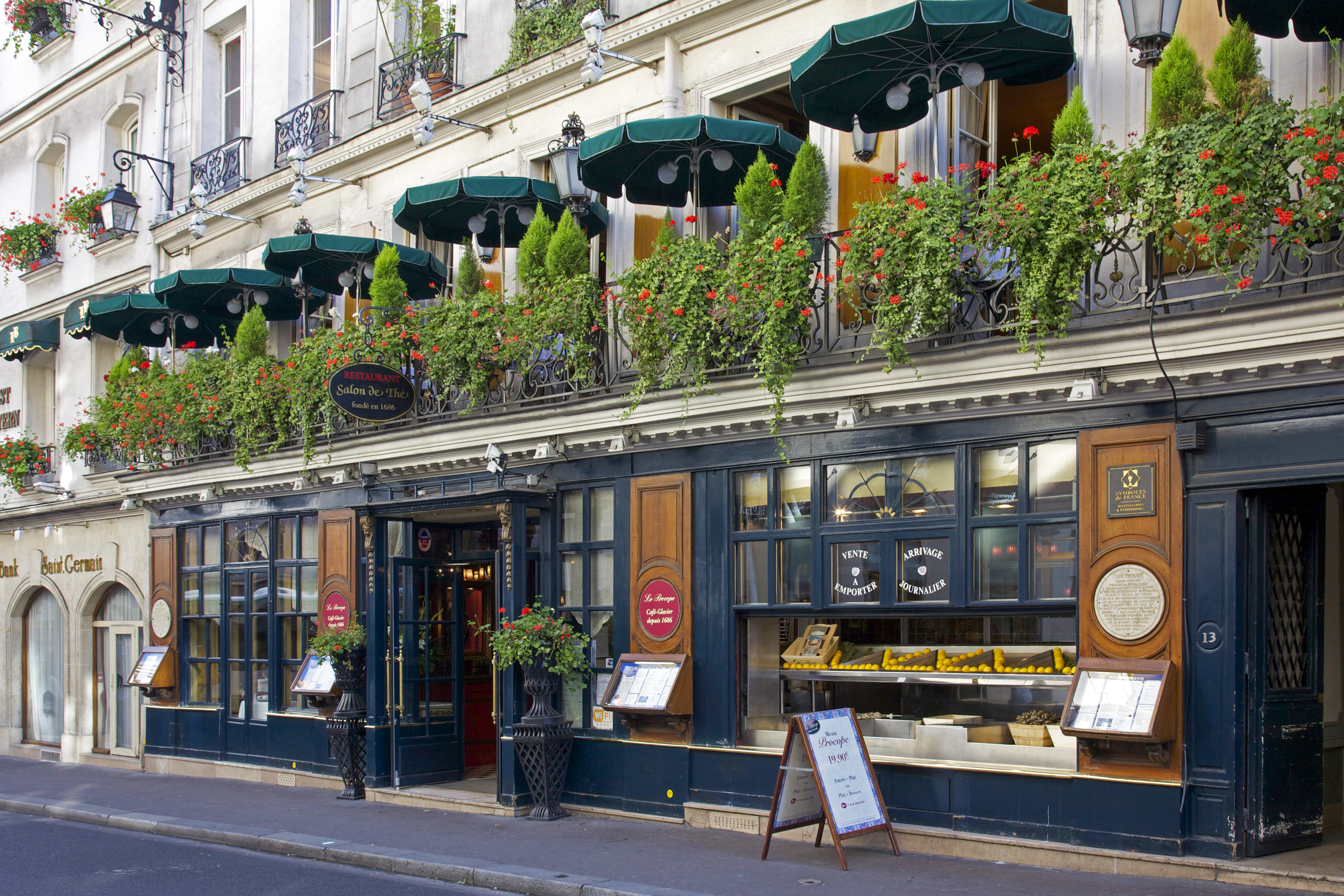
Café Procope em 2010

O Café Procope, na rue de l'Ancienne Comédie, 6.º bairro de Paris, é considerado o café mais antigo de Paris em operação. Foi inaugurado em 1686 pelo chef siciliano Procopio Cutò (também conhecido pelo seu nome italiano de Francesco Procopio dei Coltelli e pelo seu nome francês de François Procope), e foi um local de encontro da comunidade artística e literária de Paris nos séculos XVIII e XIX. O café original fechou em 1872 e só voltou a reabrir como café na década de 1920.

## Galeria

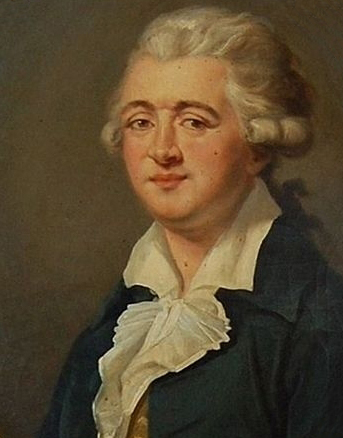
Francesco Procopio dei Coltelli – founder
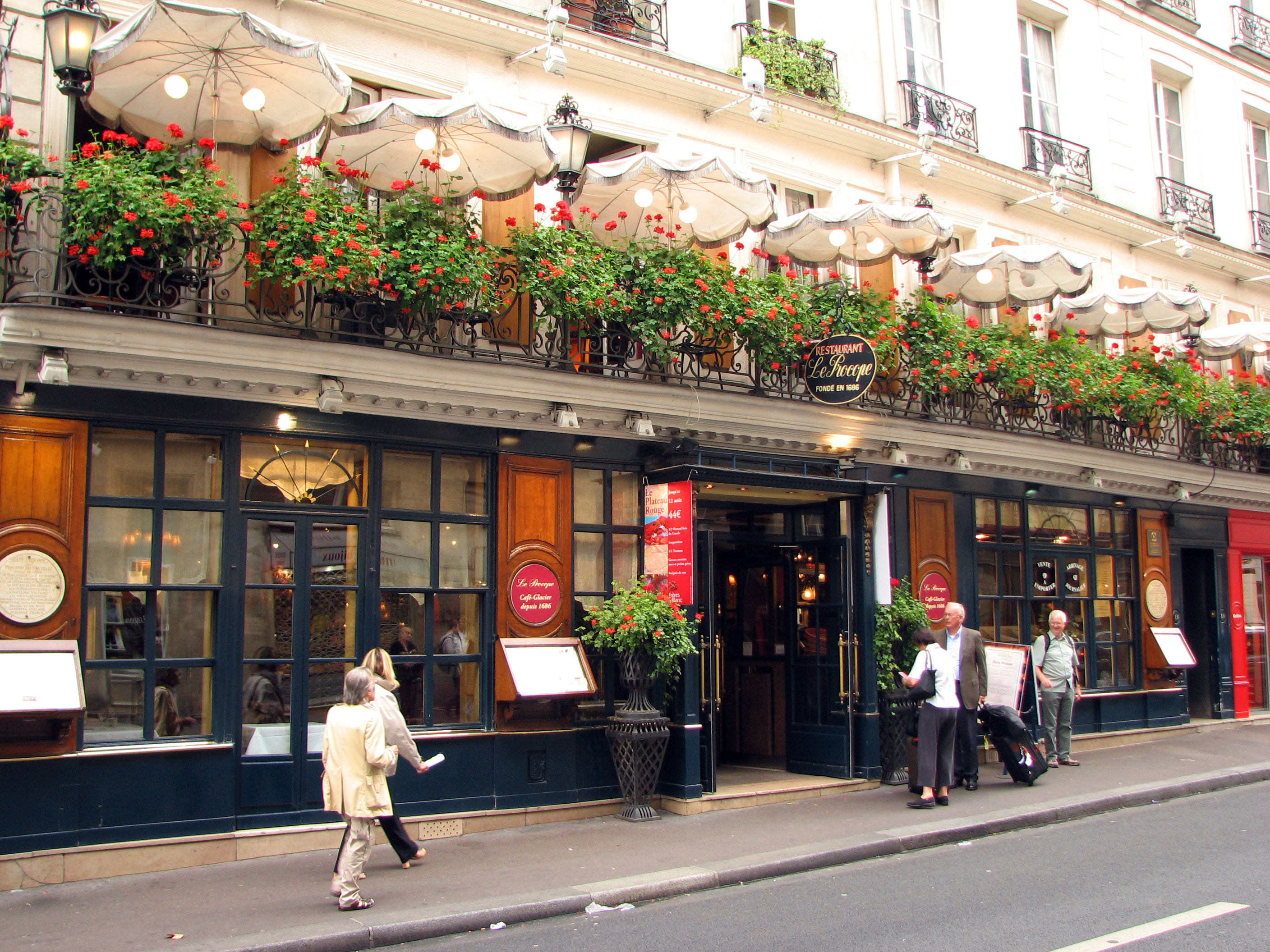
St. Germain des Prés – Café Le Procope
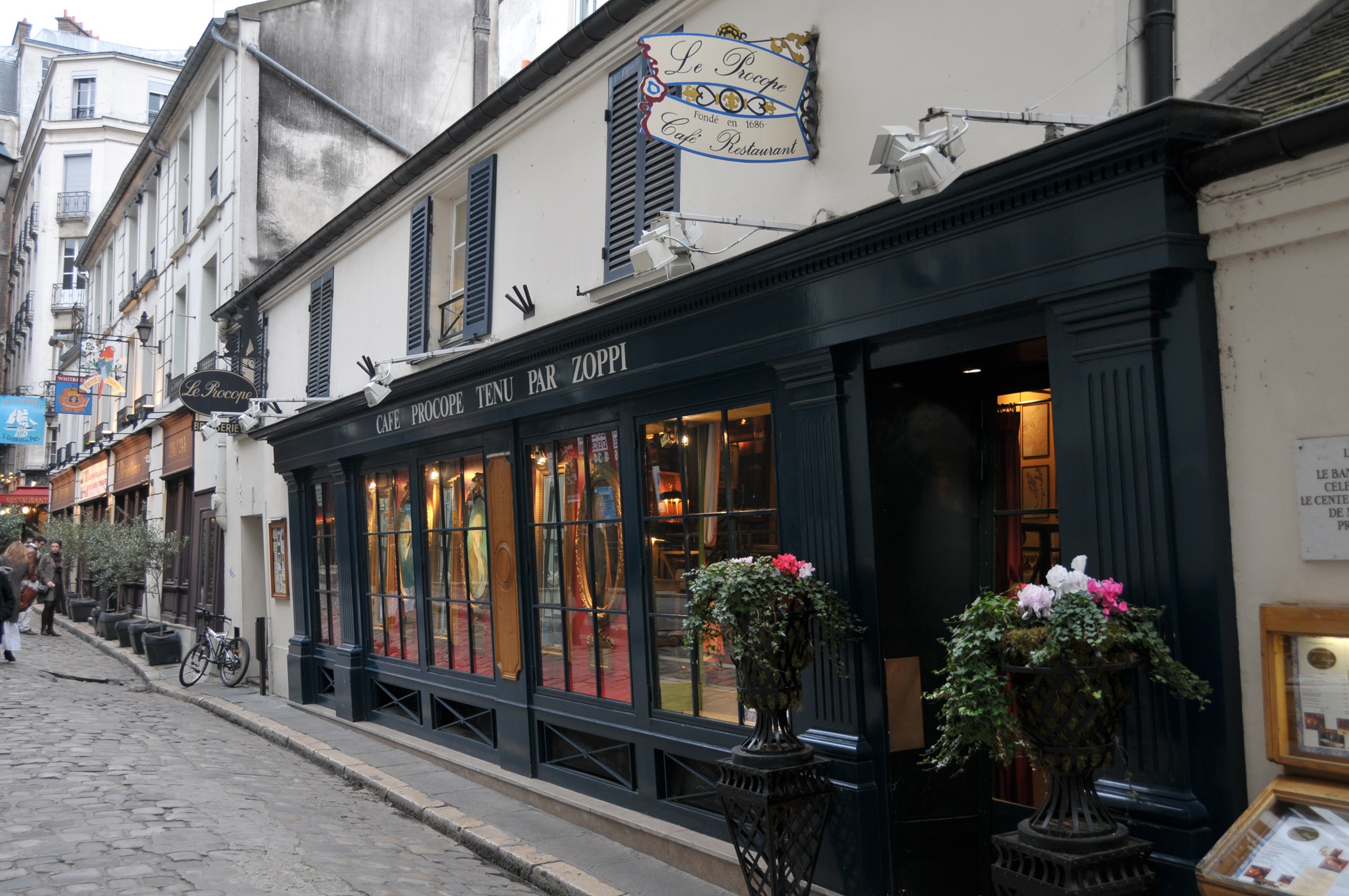
Café Procope, foto da entrada pela Cour du commerce Saint-André
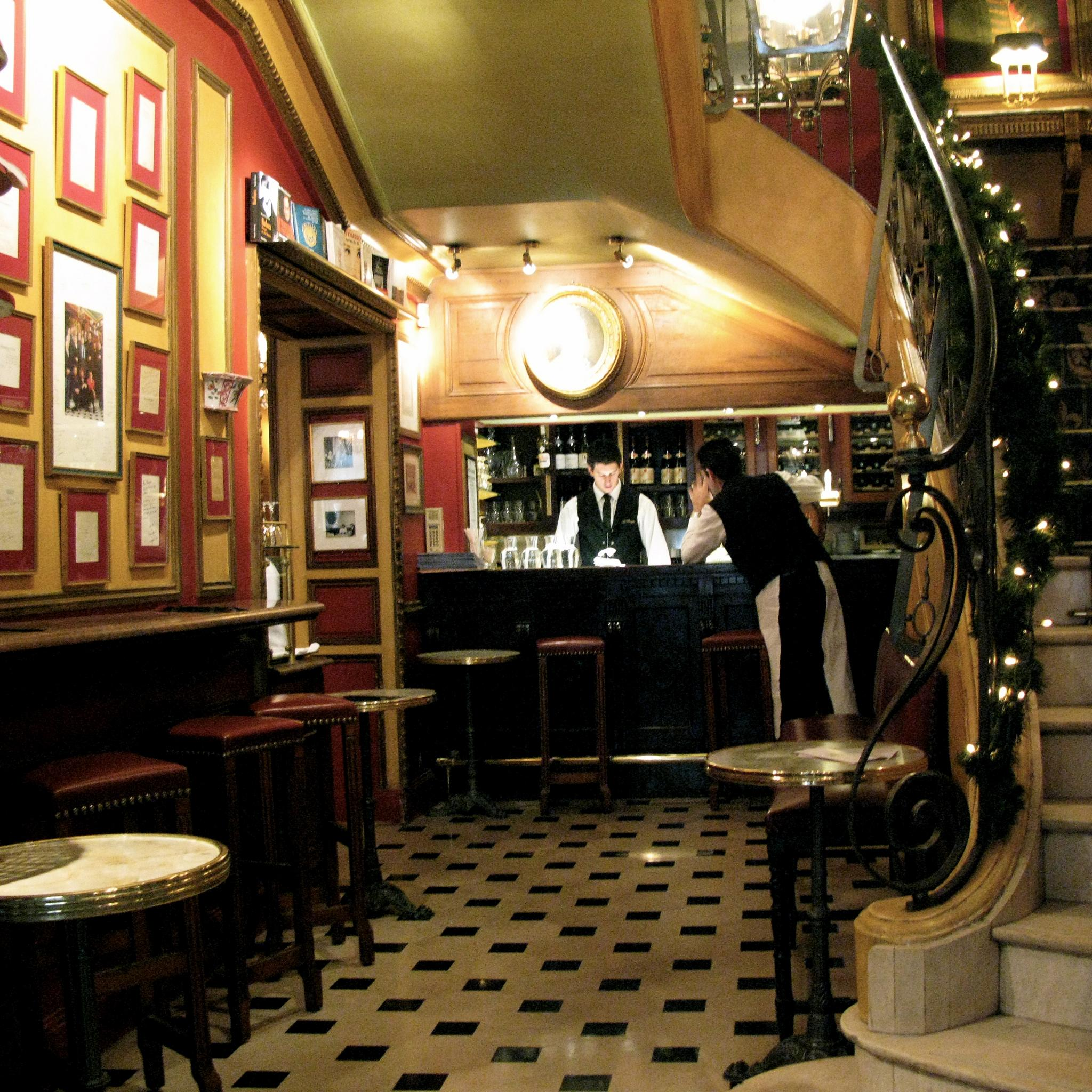
Bar do Café Procope
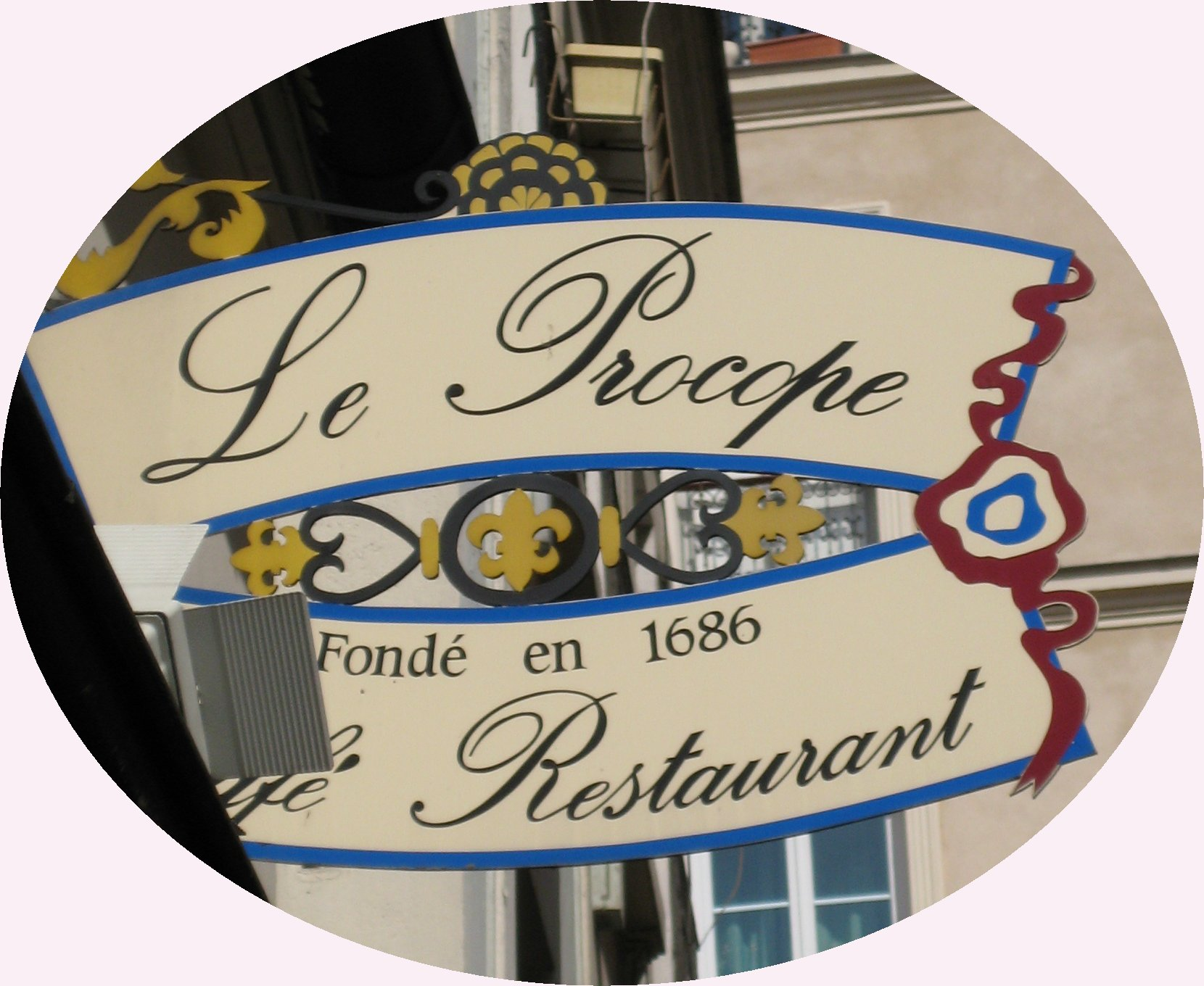
Primeiro café público de Paris
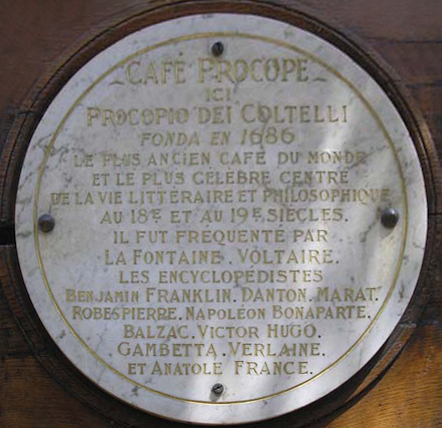
Placa comemorativa do café mais antigo do mundo
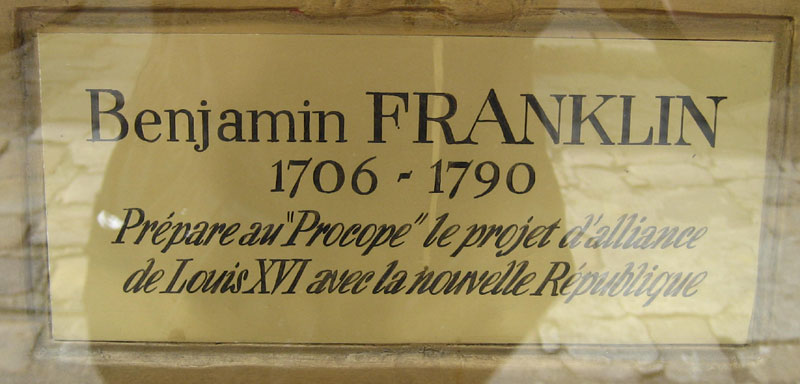
Placa comemorativa da presença de Benjamin Franklin no café, durante a negociação da Aliança franco-americana
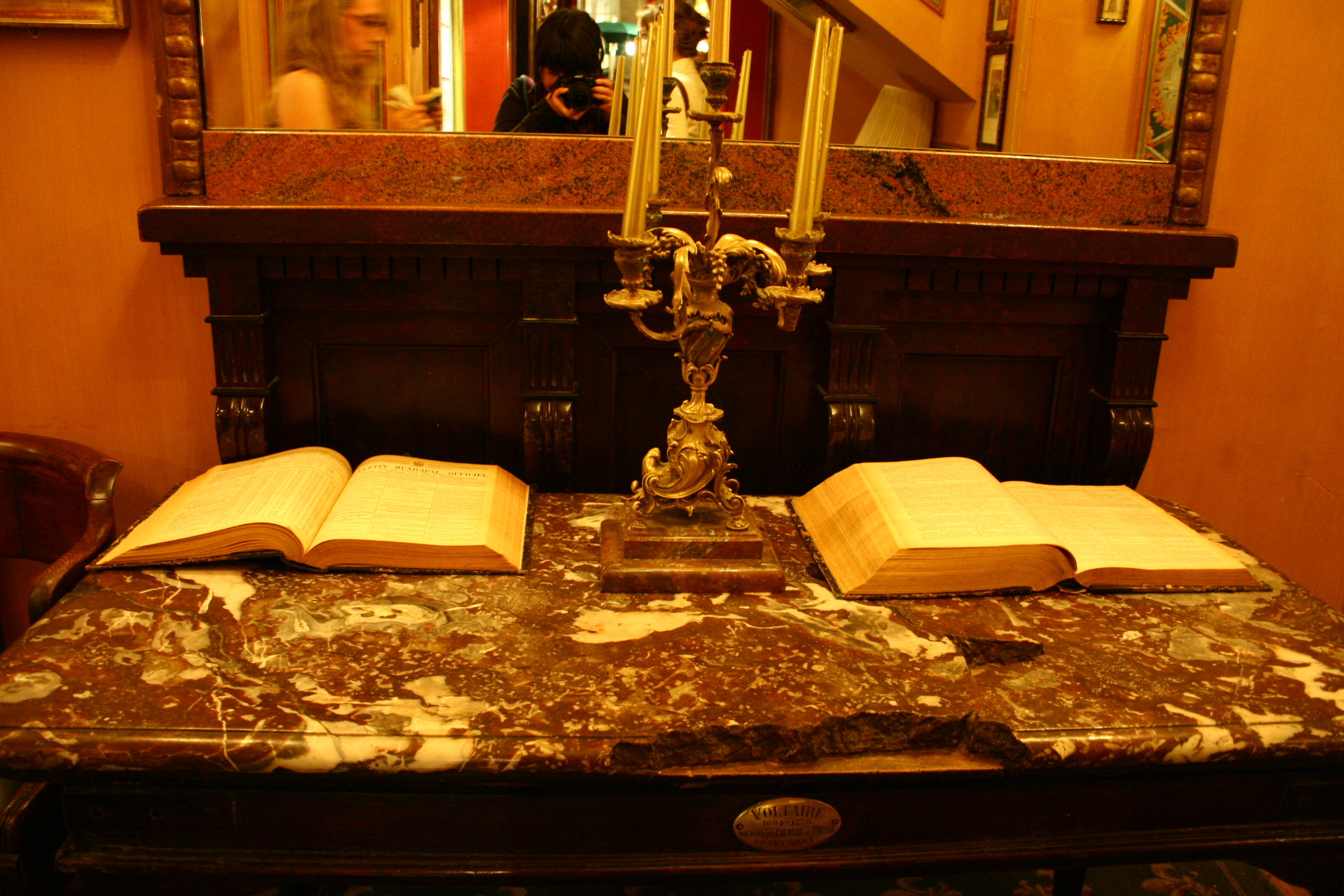
A mesa de Voltaire